# Север
Вижте пояснителната страница за други значения на Север.
Север е една от четирите главни посоки на света. Означава се: на български със С, на английски с N (north), на руски със С (север) и на немски с N (Nord).
Земята има 2 северни полюса – магнитен и географски, които са близо един до друг, но не съвпадат. Северен полюс на всеки магнит е онази негова част, от която излизат най-много силови линии на електромагнитното поле. Ако магнит има възможност да се ориентира свободно, то северният му полюс ще се насочи приблизително към северния географски полюс на Земята. Това се използва в компасите.